# برونو کونتی
برونو کونتی (به ایتالیایی: Bruno Conti) بازیکن فوتبال و اهل ایتالیا است 

## تیم ملی
از سال ۱۹۸۰ میلادی عضو تیم ملی فوتبال ایتالیا بوده و در ۴۷ بازی ملی حضور داشته‌است. او در بازی‌های ملی‌اش ۵ گل به ثمر رساند.
برونو کونتی آخرین بازی ملی خود را در سال ۱۹۸۶ میلادی انجام داد.